# Atlantagrotis
Atlantagrotis is een geslacht van vlinders van de familie Uilen (Noctuidae).

## Soorten
- A. aethes Mabille, 1885
- A. hemileuca Köhler, 1961
- A. hesperoides Köhler, 1945
- A. nelida Köhler, 1945